# Transformare echiareală
În geometria diferențială o transformare echiareală este o transformare netedă⁠(d) dintr-o suprafață la alta, transformare care conservă ariile figurilor.

## Proprietăți
Dacă M și N sunt două suprafețe în spațiul euclidian R3, atunci o transformare echiareală f poate fi caracterizată prin oricare dintre următoarele condiții echivalente:
- Aria suprafeței f(U) este egală cu aria U pentru fiecare mulțime deschisă U din M.
- În fiecare punct p din M și vectorii tangenți v și w la p din M,

{\displaystyle |df_{p}(v)\times df_{p}(w)|=|v\times w|\,}
unde × indică produsul vectorial euclidian al vectorilor iar df este aproximarea funcției f în planul tangent local.

## Exemple
Un exemplu de transformare echiareală, datorată lui Arhimede, este proiecția din sfera unitate x2 + y2 + z2 = 1 pe cilindrul unitate x2 + y2 = 1 față de axa lor comună. O formulă explicită este
{\displaystyle f(x,y,z)=\left({\frac {x}{\sqrt {x^{2}+y^{2}}}},{\frac {y}{\sqrt {x^{2}+y^{2}}}},z\right)}
pentru (x, y, z) un punct de pe sfera unitate.

## Transformări liniare
Orice izometrie euclidiană a planului euclidian este echiareală, dar invers nu este adevărat. Contraexemple la afirmația inversă sunt transformarea de forfecare⁠(d) sau rotație hiperbolică⁠(d).
Forfecarea transformă un dreptunghi într-un paralelogram cu aceeași arie. Scrisă sub formă de matrice, o transformare de forfecare de-a lungul axei x este
{\displaystyle {\begin{pmatrix}1&v\\0&1\end{pmatrix}}\,{\begin{pmatrix}x\\y\end{pmatrix}}={\begin{pmatrix}x+vy\\y\end{pmatrix}}.}
Rotația hiperbolică prelungește și contractă laturile unui dreptunghi într-o astfel de manieră încât aria să se conserve. Scris sub formă de matrice, cu λ > 1 rotația hiperbolică este
{\displaystyle {\begin{pmatrix}\lambda &0\\0&1/\lambda \end{pmatrix}}\,{\begin{pmatrix}x\\y\end{pmatrix}}={\begin{pmatrix}\lambda x\\y/\lambda .\end{pmatrix}}}
O transformare liniară {\displaystyle {\begin{pmatrix}a&b\\c&d\end{pmatrix}}} înmulțește aria cu valoarea absolută a determinantului său, |ad – bc|.
Eliminarea gaussiană⁠(d) arată că orice transformare liniară echiareală (inclusiv rotațiile) poate fi obținută prin compunerea a cel mult două forfecări de-a lungul axelor, o rotație hiperbolică și (dacă determinantul este negativ), o reflexie.

## În proiecțiile cartografice
În contextul hărților, o proiecție cartografică echiareală se numește echivalentă dacă ariile sunt conservate până la un factor constant. La încorporarea hărții avută în vedere, în mod evident în R3, dar de obicei considerată un subset al lui R2, cerința de mai sus este relaxată la:
{\displaystyle |df_{p}(v)\times df_{p}(w)|=\kappa |v\times w|}
pentru unele κ > 0 care nu depind de {\displaystyle v} și {\displaystyle w}.